# Festival RTP da Canção 1968
O V Grande Prémio TV da Canção 1968 foi o quinto Festival RTP da Canção, e teve lugar no dia 4 de Março de 1968, nos estúdios do Lumiar, em Lisboa, sendo apresentado por Maria Fernanda e Henrique Mendes. A canção vitoriosa foi "Verão", interpretada por Carlos Mendes.

## Local
O Grande Prémio TV da Canção 1968 ocorreu em Lisboa. Lisboa é a capital de Portugal e a cidade mais populosa do país. Tem uma população de 506 892 habitantes, dentro dos seus limites administrativos. Na Área Metropolitana de Lisboa, residem 2 821 697 pessoas (2011), sendo por isso a maior e mais populosa área metropolitana do país. Lisboa é o centro político de Portugal, sede do Governo e da residência do chefe de Estado. É o "farol da lusofonia" (Daus): a Comunidade dos Países de Língua Portuguesa (CPLP) tem a sua sede na cidade. É ainda a capital mais a ocidente do continente europeu na costa atlântica.
O festival em si realizou-se nos Estúdio C da Tóbis.

## Votação
Cada júri distrital dispunha de 15 votos a distribuir pelas canções que pretendesse premiar. Neste festival foi inaugurado o quadro eletrónico.

## Participantes
A tabela seguinte apresenta as 10 canções originais que participaram nesta edição do Grande Prémio TV da Canção, juntamente com os intérpretes, autores da letra e compositores.
| #  | Canção                      | Intérprete         | Música           | Letra              |
| -- | --------------------------- | ------------------ | ---------------- | ------------------ |
| 1  | "Vento Não Vou Contigo"     | Mirene Cardinalli  | Pedro Jordão     | Rui Malhoa         |
| 2  | "Fui Ter com a Madrugada"   | Tonicha            | Pedro Jordão     | Rui Malhoa         |
| 3  | "Pouco Mais"                | Nicolau Breyner    | João Vasconcelos | César de Oliveira  |
| 4  | "Ao Vento e às Andorinhas"  | João Maria Tudela  | Pedro Jordão     | Rui Malhoa         |
| 5  | "Verão"                     | Carlos Mendes      | Pedro Osório     | José Alberto Diogo |
| 6  | "Balada para D. Inês"       | José Cid           | José Cid         | José Cid           |
| 7  | "O Nosso Mundo"             | António Calvário   | Fernando Poitier | Fernando Vieira    |
| 8  | "Calendário"                | Tonicha            | Pedro Jordão     | António José       |
| 9  | "Dentro de Outro Mundo"     | Simone de Oliveira | Pedro Jordão     | António José       |
| 10 | "Canção ao Meu Piano Velho" | Simone de Oliveira | Pedro Jordão     | Rui Malhoa         |

## Festival

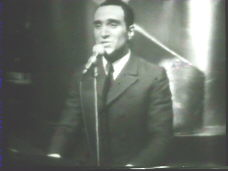
José Cid no Festival RTP da Canção 1968.

O "V Grande Prémio TV da Canção Portuguesa" decorreu a 4 de Março de 1968, nos estúdios do Lumiar da RTP, e foi apresentado por Maria Fernanda e Henrique Mendes.
Para o concurso, a RTP recebeu 247 canções inéditas, das quais 10 foram selecionadas para participarem no festival. O tema "Vejam Bem", de José Afonso, foi enviado para essa fase preliminar de seleção, mas a canção não foi selecionada pelo júri de seleção.
Os 10 temas apurados foram interpretados por 8 artistas: Mirene Cardinalli, Tonicha (com dois temas), Nicolau Breyner, João Maria Tudella, Carlos Mendes, José Cid, António Calvário e Simone de Oliveira (com duas canções).
Findada a interpretação do seu segundo tema, já sem as câmaras a filmá-la, Simone de Oliveira sentiu-se mal e desmaiou, tendo sido levada pelos técnicos para receber atendimento médico.
Ao final do concurso, sagra-se vencedora a canção "Verão" interpretada por Carlos Mendes, com letra de José Alberto Diogo e música de Pedro Osório.
| #   | Artista            | Canção                      | Lugar | Pontos |
| --- | ------------------ | --------------------------- | ----- | ------ |
| 1º  | Mirene Cardinalli  | "Vento Não Vou Contigo"     | 8º    | 11     |
| 2º  | Tonicha            | "Fui Ter com a Madrugada"   | 2º    | 59     |
| 3º  | Nicolau Breyner    | "Pouco Mais"                | 4º    | 33     |
| 4º  | João Maria Tudela  | "Ao Vento e às Andorinhas"  | 5º    | 24     |
| 5º  | Carlos Mendes      | "Verão"                     | 1º    | 61     |
| 6º  | José Cid           | "Balada para D. Inês"       | 3º    | 43     |
| 7º  | António Calvário   | "O Nosso Mundo"             | 10º   | 2      |
| 8º  | Tonicha            | "Calendário"                | 7º    | 12     |
| 9º  | Simone de Oliveira | "Dentro de Outro Mundo"     | 8º    | 11     |
| 10º | Simone de Oliveira | "Canção ao Meu Piano Velho" | 6º    | 14     |

### Resultados
O júri distrital esteve sediado nas 18 capitais de distrito de Portugal Continental e foi chamado a votar, segundo a ordem alfabética dos respetivos distritos.
| Júris                        | Canções Pontuadas | Canções Pontuadas | Canções Pontuadas | Canções Pontuadas | Canções Pontuadas | Canções Pontuadas | Canções Pontuadas | Canções Pontuadas | Canções Pontuadas | Canções Pontuadas |
| ---------------------------- | ----------------- | ----------------- | ----------------- | ----------------- | ----------------- | ----------------- | ----------------- | ----------------- | ----------------- | ----------------- |
| Júris                        | 1                 | 2                 | 3                 | 4                 | 5                 | 6                 | 7                 | 8                 | 9                 | 10                |
| Distrito de Aveiro           |                   | 7                 | 2                 | 2                 |                   | 2                 |                   | 1                 |                   | 1                 |
| Distrito de Beja             |                   |                   | 5                 |                   | 1                 |                   |                   | 9                 |                   |                   |
| Distrito de Braga            | 1                 | 9                 |                   | 1                 | 4                 |                   |                   |                   |                   |                   |
| Distrito de Bragança         |                   | 2                 | 3                 | 1                 | 5                 | 1                 |                   |                   | 3                 |                   |
| Distrito de Castelo Branco   |                   | 8                 |                   | 2                 | 4                 | 1                 |                   |                   |                   |                   |
| Distrito de Coimbra          | 5                 |                   | 1                 |                   | 2                 | 2                 |                   |                   |                   | 5                 |
| Distrito de Évora            |                   | 4                 | 8                 |                   |                   |                   |                   |                   | 3                 |                   |
| Distrito de Faro             |                   | 2                 | 2                 |                   | 5                 | 5                 |                   |                   |                   | 1                 |
| Distrito de Guarda           |                   | 10                | 1                 | 2                 | 1                 |                   | 1                 |                   |                   |                   |
| Distrito de Leiria           |                   | 13                |                   | 2                 |                   |                   |                   |                   |                   |                   |
| Distrito de Lisboa           | 1                 |                   |                   |                   | 9                 | 5                 |                   |                   |                   |                   |
| Distrito de Portalegre       | 1                 |                   |                   |                   | 7                 |                   |                   |                   | 5                 | 2                 |
| Distrito de Porto            |                   |                   | 2                 |                   | 8                 | 5                 |                   |                   |                   |                   |
| Distrito de Santarém         | 1                 | 1                 |                   | 1                 | 3                 | 7                 |                   |                   |                   | 2                 |
| Distrito de Setúbal          |                   |                   |                   | 4                 | 4                 | 5                 |                   |                   |                   | 2                 |
| Distrito de Viana do Castelo |                   |                   | 5                 |                   |                   | 10                |                   |                   |                   |                   |
| Distrito de Vila Real        | 1                 | 3                 | 3                 | 3                 | 1                 |                   | 1                 | 2                 |                   | 1                 |
| Distrito de Viseu            | 1                 |                   | 1                 | 6                 | 7                 |                   |                   |                   |                   |                   |
| Total                        | 11                | 59                | 33                | 24                | 61                | 43                | 2                 | 12                | 11                | 14                |
| Lugar                        | 8º                | 2º                | 4º                | 5º                | 1º                | 3º                | 10º               | 7º                | 8º                | 6º                |
| Júris                        | 1                 | 2                 | 3                 | 4                 | 5                 | 6                 | 7                 | 8                 | 9                 | 10                |
| Júris                        | Canções Pontuadas |                   |                   |                   |                   |                   |                   |                   |                   |                   |

| Júris                        | Canções Pontuadas | Canções Pontuadas | Canções Pontuadas | Canções Pontuadas | Canções Pontuadas | Canções Pontuadas | Canções Pontuadas | Canções Pontuadas | Canções Pontuadas | Canções Pontuadas |
| ---------------------------- | ----------------- | ----------------- | ----------------- | ----------------- | ----------------- | ----------------- | ----------------- | ----------------- | ----------------- | ----------------- |
| Júris                        | 1                 | 2                 | 3                 | 4                 | 5                 | 6                 | 7                 | 8                 | 9                 | 10                |
| Distrito de Aveiro           | 0                 | 7                 | 2                 | 2                 | 0                 | 2                 | 0                 | 1                 | 0                 | 1                 |
| Distrito de Beja             | 0                 | 7                 | 7                 | 2                 | 1                 | 2                 | 0                 | 10                | 0                 | 1                 |
| Distrito de Braga            | 1                 | 16                | 7                 | 3                 | 5                 | 2                 | 0                 | 10                | 0                 | 1                 |
| Distrito de Bragança         | 1                 | 18                | 10                | 4                 | 10                | 3                 | 0                 | 10                | 3                 | 1                 |
| Distrito de Castelo Branco   | 1                 | 26                | 10                | 6                 | 14                | 4                 | 0                 | 10                | 3                 | 1                 |
| Distrito de Coimbra          | 6                 | 26                | 11                | 6                 | 16                | 6                 | 0                 | 10                | 3                 | 6                 |
| Distrito de Évora            | 6                 | 30                | 19                | 6                 | 16                | 6                 | 0                 | 10                | 6                 | 6                 |
| Distrito de Faro             | 6                 | 32                | 21                | 6                 | 21                | 11                | 0                 | 10                | 6                 | 7                 |
| Distrito de Guarda           | 6                 | 42                | 22                | 8                 | 22                | 11                | 1                 | 10                | 6                 | 7                 |
| Distrito de Leiria           | 6                 | 55                | 22                | 10                | 22                | 11                | 1                 | 10                | 6                 | 7                 |
| Distrito de Lisboa           | 7                 | 55                | 22                | 10                | 31                | 16                | 1                 | 10                | 6                 | 7                 |
| Distrito de Portalegre       | 8                 | 55                | 22                | 10                | 38                | 16                | 1                 | 10                | 11                | 9                 |
| Distrito de Porto            | 8                 | 55                | 24                | 10                | 46                | 21                | 1                 | 10                | 11                | 9                 |
| Distrito de Santarém         | 9                 | 56                | 24                | 11                | 49                | 28                | 1                 | 10                | 11                | 11                |
| Distrito de Setúbal          | 9                 | 56                | 24                | 15                | 53                | 33                | 1                 | 10                | 11                | 13                |
| Distrito de Viana do Castelo | 9                 | 56                | 29                | 15                | 53                | 43                | 1                 | 10                | 11                | 13                |
| Distrito de Vila Real        | 10                | 59                | 32                | 19                | 54                | 43                | 2                 | 12                | 11                | 14                |
| Distrito de Viseu            | 11                | 59                | 33                | 24                | 61                | 43                | 2                 | 12                | 11                | 14                |
| Lugar                        | 8º                | 2º                | 4º                | 5º                | 1º                | 3º                | 10º               | 7º                | 8º                | 6º                |
| Júris                        | 1                 | 2                 | 3                 | 4                 | 5                 | 6                 | 7                 | 8                 | 9                 | 10                |
| Júris                        | Canções Pontuadas |                   |                   |                   |                   |                   |                   |                   |                   |                   |

### Maestros
Em baixo encontra-se a lista de maestros que conduziram a orquestra, na respectiva ordem de actuação.
| Canção                      | Maestro            |
| --------------------------- | ------------------ |
| "Vento Não Vou Contigo"     | Joaquim Luís Gomes |
| "Fui Ter com a Madrugada"   | Joaquim Luís Gomes |
| "Pouco Mais"                | Joaquim Luís Gomes |
| "Ao Vento e às Andorinhas"  | Joaquim Luís Gomes |
| "Verão"                     | Joaquim Luís Gomes |
| "Balada para D. Inês"       | Joaquim Luís Gomes |
| "O Nosso Mundo"             | Joaquim Luís Gomes |
| "Calendário"                | Joaquim Luís Gomes |
| "Dentro de Outro Mundo"     | Joaquim Luís Gomes |
| "Canção ao Meu Piano Velho" | Joaquim Luís Gomes |
| Maestro anfitrião           | Joaquim Luís Gomes |

## Artistas repetentes
Em 1968, os repetentes foram:
| Foto                   | Artista            | Ano Anterior        | Canção            | Pontuação | Classificação |
| ---------------------- | ------------------ | ------------------- | ----------------- | --------- | ------------- |
|                        | António Calvário   | FC 1964             | "Oração"          | 79        | 1º            |
| "Para cantar Portugal" | António Calvário   | FC 1964             | 11                | 6º        |               |
| FC 1965                | António Calvário   | "Por causa do mar"  | 13                | 6º        |               |
| FC 1965                | António Calvário   | "Você não vê"       | 2                 | 8º        |               |
| FC 1965                | António Calvário   | "Bom Dia"           | 6                 | 7º        |               |
| FC 1967                | António Calvário   | "Deixa-me só"       | 44 (SF)           | 4º (SF)   |               |
| FC 1967                | António Calvário   | "Vencerás"          | 8 (SF)            | 6º (SF)   |               |
|                        | Simone de Oliveira | FC 1964             | "Olhos nos olhos" | 53        | 3º            |
| "Amar é ressurgir"     | Simone de Oliveira | FC 1964             | 2                 | 8º        |               |
| FC 1965                | Simone de Oliveira | "Silhuetas ao luar" | 28                | 4º        |               |
| FC 1965                | Simone de Oliveira | "Sol de Inverno"    | 91                | 1º        |               |
|                        | João Maria Tudela  | FC 1966             | "Outono"          | 35        | 4º            |
| "Ai, Gracinha"         | João Maria Tudela  | FC 1966             | 10                | 7º        |               |

## Transmissão
| Área     | Canal      | Comentadores     |
| -------- | ---------- | ---------------- |
| Portugal | RTP1       | Sem comentadores |
| Portugal | Programa I | Sem comentadores |

## Na cultura popular

### Discografia
- Em 1968 o cantor João Maria Tudela edita um EP intitulado Grande Prémio TV Da Canção 1968 contendo quatro canções,[12] como "Balada para D. Inês" de José Cid.[8] O EP foi reeditado em França em 1970 com o título Novidades de Portugal Nº3.[13]

### Televisão
- O concurso foi um dos pontos centrais do primeiro episódio da série Conta-me Como Foi.[14]